# Terapia ocupacional
Terapia ocupacional, ou ergoterapia, é uma terapia que ajuda pessoas com problemas físicos, sensoriais ou cognitivos a adquirir as competências necessárias para viver a vida da forma o mais independente possível. A terapia ocupacional pode ser considerada como opção de tratamento em casos de perturbações mentais como depressão, perturbações de ansiedade ou esquizofrenia, em casos de lesões músculo-esqueléticas como artrite reumatoide, osteoartrite ou fratura óssea, em casos de perturbações do desenvolvimento como perturbações motoras ou autismo, em casos de doenças que afetam o cérebro como demência, AVC, doença de Parkinson ou esclerose múltipla, ou ainda em casos de amputação ou próteses.